# F1 the Album
F1 the Album es un álbum de banda sonora de varios artistas, perteneciente a la película F1 (2025) de Joseph Kosinski. Fue lanzado el 27 de junio de 2025 por Atlantic Records y Apple Video Programming.

## Producción y lanzamiento
Fue producido por Kevin Weaver, presidente de Atlantic Records en la costa oeste, junto a Brandon Davis y Joseph Khoury. El 30 de abril de 2025, los raperos Don Toliver y Doja Cat estrenaron «Lose My Mind», el primer sencillo del álbum, acompañado de su videoclip. Un día después, Atlantic Records reveló el listado de artistas participantes en este álbum de 17 canciones, entre los que destacan Ed Sheeran, Rosé, Tate McRae, Raye, Burna Boy, Roddy Ricch, Dom Dolla, Chris Stapleton, Tiësto, Sexyy Red, Myke Towers, Madison Beer y Peggy Gou, entre otros.
El álbum fue puesto en preventa en plataformas digitales y anunciado en varios formatos físicos, incluidos CD, casete y vinilo. Como parte de su campaña promocional, se organizó una experiencia inmersiva durante el Gran Premio de Miami 2025 que recreaba el taller del equipo ficticio de carreras APXGP, presente en la película relacionada.
El 8 de mayo, Rosé lanzó «Messy» como el segundo sencillo. Posteriormente, el 16 de mayo, se publicó «No Room for a Saint» de Dom Dolla como sencillo promocional. El 23 de mayo salieron dos temas más, «Baja California» de Myke Towers como tercer sencillo oficial y «Bad as I Used to Be» de Chris Stapleton como tema promocional.
El 30 de mayo, Tate McRae presentó «Just Keep Watching». Luego, el 6 de junio, Tiësto y Sexyy Red colaboraron en «OMG!», lanzado también como sencillo promocional. El 12 de junio se estrenó «Underdog» de Roddy Ricch, y finalmente, el 20 de junio, Ed Sheeran lanzó el tema «Drive», cerrando así el ciclo de estrenos del álbum.
Finalmente, el 27 de junio fue lanzado oficialmente en dos ediciones: una estándar y otra deluxe. Esta última, también llamada cinematic edition, incluye, además de las canciones de la edición estándar, 15 temas sinfónicos con partituras compuestas por Hans Zimmer.

## Lista de canciones
| Lista de canciones de F1 the Album |                                                        | |                                      |          |  |
| N.º                                | Título                                                 | Escritor(es) | Productor(es)                        | Duración |  |
| 1.                                 | «Lose My Mind» (Don Toliver con Doja Cat)              | Caleb Toliver, Amala Dlamini, Hans Zimmer, Ryan Tedder, Grant Boutin                                                                                | Zimmer, Tedder, Boutin               | 3:29     |  |
| 2.                                 | «No Room for a Saint» (Dom Dolla con Nathan Nicholson) | Dominic Matheson, Nathan Nicholsonm, Toby Le Messuier                                                                                               | Dom Dolla                            | 3:56     |  |
| 3.                                 | «Drive» (Ed Sheeran)                                   | Sheeran, Blake Slatkin, John Mayer | Slatkin, Mayer                       | 3:07     |  |
| 4.                                 | «Just Keep Watching» (Tate McRae)                      | McRae, Tedder, Tyler Spry | Tedder, Spry                         | 2:22     |  |
| 5.                                 | «Messy» (Rosé)                                         | Chae Young Park, Cleo Tighe, Delacey, Peter Rycroft, Matthew James Burns                                                                            | Lostboy, Burns                       | 2:58     |  |
| 6.                                 | «Don't Let Me Drown» (Burna Boy)                       | Damini Ogulu, Asia Smith, Calvin Tarvin, Kevin Yancy, Munashe Kugarakuripi, Shae Jacobs                                                             | Kooldrink                            | 3:05     |  |
| 7.                                 | «Underdog» (Roddy Ricch)                               | Rodrick Moore Jr., David D.A. Doman, Israel Houghton II, Adrienne Byrne, Keith Parker                                                               | D.A. Got That Dope, Terrace Martinpa | 2:22     |  |
| 8.                                 | «Grandma Calls the Boy Bad News» (Raye)                | Rachel Keen, Mark Ronson, Christopher Braun, Homer Steinweiss, Nick Movshon, Victor Axelrod                                                         | Ronson                               | 3:26     |  |
| 9.                                 | «Bad as I Used to Be» (Chris Stapleton)                | Stapleton | Stapleton, Dave Cobb                 | 5:00     |  |
| 10.                                | «Baja California» (Myke Towers)                        | Michael Torres Monge, Pablo Diaz-Reixa, Oscar Adler, James E. Alexander, Ben Cauley, Allen Jones, John R Smith, Andres Vargas-Titus, William McLean | El Guincho, Oscar                    | 2:24     |  |
| 11.                                | «OMG!» (Tiësto y Sexyy Red)                            | Tijs Verwest, Janae Wherry, Mathieu Arnaud, Mila Falls, Reece Pullinger                                                                             | Tiësto, RetroVision, Sprypa          | 2:33     |  |
| 12.                                | «All at Once» (Madison Beer)                           | Beer, Rycroft, Lucy Healey, Leroy Clampitt | Lostboy                              | 2:34     |  |
| 13.                                | «D.A.N.C.E» (Peggy Gou)                                | Kim Min-Ji | Peggy Gou                            | 3:15     |  |
| 14.                                | «Double C» (PAWSA)                                     | David Esekhile | PAWSA                                | 3:46     |  |
| 15.                                | «Attention» (Mr. Eazi)                                 | Olawutosin Ajibade, Udoma Amba, Joshua Nkansah | Mr Eazi, Kel-P, Joshua Moszi         | 2:53     |  |
| 16.                                | «Give Me Love» (Darkoo)                                | Oluwafisayo Isa, Ekeh Joseph, Samuel Awuku | Sammy Soso                           | 2:20     |  |
| 17.                                | «Gasoline» (Obongjayar)                                | Steven Umoh, Samuel Knowles | Karma Kid                            | 3:39     |  |
| 50:29                              |                                                        | |                                      |          |  |

| Deluxe Edition – partitura de Hans Zimmer |                                             |          |  |
| N.º                                       | Título                                      | Duración |  |
| 18.                                       | «F1»                                        | 3:13     |  |
| 19.                                       | «Anything You Wish You'd Done Differently?» | 2:10     |  |
| 20.                                       | «Run for the Podium»                        | 6:32     |  |
| 21.                                       | «Road to Recovery»                          | 3:29     |  |
| 22.                                       | «Built for Combat»                          | 3:05     |  |
| 23.                                       | «Drive Fast»                                | 6:17     |  |
| 24.                                       | «Tell Me About Kate»                        | 1:34     |  |
| 25.                                       | «Keep It In One Piece»                      | 2:57     |  |
| 26.                                       | «No One Drives Forever»                     | 6:05     |  |
| 27.                                       | «Lining Up on the Grid»                     | 2:10     |  |
| 28.                                       | «It's All Just Noise»                       | 4:00     |  |
| 29.                                       | «Elbows Out»                                | 7:28     |  |
| 30.                                       | «Red Flag»                                  | 4:02     |  |
| 31.                                       | «Three Laps Is a Lifetime»                  | 5:33     |  |
| 32.                                       | «See You Down the Road»                     | 2:51     |  |
| 111:54                                    |                                             |          |  |

### Muestras
«Baja California» incluye muestras de la canción «The Choice Is Yours (Revisited)» de Black Sheep, que a su vez samplea varias canciones de distintos artistas.